# Х-Мен: Апокалипсис
Вижте пояснителната страница за други значения на Х-Мен.
„X-Мен: Апокалипсис“ (на английски: X-Men: Apocalypse) е американски филм от 2016 г. на режисьора Брайън Сингър. Това е деветият филм от поредицата „Х-Мен“ на Марвел Комикс. Неговото продължение излиза през 2019 г. – „Х-Мен: Тъмния феникс".

## Резюме
Апокалипсис е първият мутант в света, роден преди 3000 г. пр. Хр. Неговите способности са: молекулярна манипулация, безсмъртие, суперсила, телепортация, манипулация на енергията, гениален интелект, технопатия (микс от синтетична телепатия и киберкинеза), псионична сила (магията на ума) и други. Той се събужда след хиляди години през 1983 г. и събира мутанти-последователи, включващи и Магнито, за да унищожи човечеството и да създаде нов режим в света. Професор Х и Мистик трябва да водят нов отбор от Х-Мен, включващ и младите Джийн Грей и Циклопа, за да спрат най-страшния си враг и да спасят човечеството от тяхната гибел.

## Актьорски състав
| Актьор           | Роля                                     |
| ---------------- | ---------------------------------------- |
| Джеймс Макавой   | Чарлз Екзевиър / Професор Х              |
| Майкъл Фасбендър | Ерик Леншер / Магнито                    |
| Дженифър Лорънс  | Рейвън Даркхолм / Мистик                 |
| Никълъс Холт     | Д-р Хенри „Ханк“ Маккой / Звяр           |
| Оскар Айзък      | Ен Сабах Нур / Апокалипсис               |
| Роуз Бърн        | Д-р Мойра „Мойра X“ Мактагърт            |
| Евън Питърс      | Питър Максимов / Куиксилвър              |
| Джош Хелман      | Полковник Уилям Страйкър                 |
| Софи Търнър      | Д-р Джийн Грей / Феникс                  |
| Тай Шеридан      | Скот Съмърс / Циклоп                     |
| Лукас Тил        | Алекс Съмърс / Хаос                      |
| Коди Смит-МакФий | Курт Вагнер / Нощна сянка                |
| Бен Харди        | Уорън Уордингтън 3-ти / Ангел / Архангел |
| Александра Шип   | Ороро Мънро / Буря                       |
| Лана Кондор      | Джубилейшън Лий / Джубилий               |
| Оливия Мън       | Елизабет „Бетси“ Брадок / Псайлок        |
| Томас Лемарки    | Калибан                                  |
| Хю Джакман       | Джеймс „Логан“ Хаулет / Върколака        |
| Стан Лий         | Безпомощен гражданин                     |